# Futungo de Belas
Futungo de Belas é um bairro angolano que se localiza na província de Luanda, pertencente ao município de Talatona.
Anteriormente pertenceu ao município de Belas.